# جيف أرشيبالد
جيف أرشيبالد (بالإنجليزية: Jeff Archibald)‏ هو لاعب هوكي الحقل نيوزيلندي، ولد في 2 فبراير 1952 في أوكلاند في نيوزيلندا.

## وصلات خارجية
- جيف أرشيبالد على موقع أوليمبيديا (الإنجليزية)
- جيف أرشيبالد على موقع اللجنة الأولمبية النيوزيلندية (الإنجليزية)